# Willy Kambwala
Willy Kambwala Ndengushi (født 25. august 2004) er en fransk-congolesisk professionel fodboldspiller, som spiller for La Liga-klubben Villarreal.

## Klubkarriere

### Manchester United
Efter at have spillet for flere klubber i Frankrig, skiftede Kambwala i 2020 til Manchester United, og skrev i oktober 2021 sin første professionelle kontrakt med klubben. Han debuterede for førsteholdet den 23. december 2023 i en Premier League-kamp imod West Ham United.

### Villarreal
Kambwala skiftede i juli 2024 til Villarreal.

## Privat
Kambwala blev født i Kinshasa, og flyttede med sin familie til Frankrig da han var fem år gammel.